# Holacanthus limbaughi
Holacanthus limbaughi är en fiskart som beskrevs av Baldwin, 1963. Holacanthus limbaughi ingår i släktet Holacanthus och familjen Pomacanthidae. IUCN kategoriserar arten globalt som nära hotad. Inga underarter finns listade i Catalogue of Life.